# تشارلز ستيوارت (سياسي كندي مواليد 1775)
تشارلز ستيوارت هو قسيس وسياسي كندي، ولد في 16 أبريل 1775، وتوفي في 13 يوليو 1837. انتخب Member of the Legislative Council of Lower Canada ‏ (3 مايو 1826 – 13 يوليو 1837).